# Adalbert Rethi
Adalbert Rethi (* 6. Mai 1943 in Sfântu Gheorghe; † 14. Oktober 2008 in Ungarn) war ein rumänischer Tischtennisspieler. Er nahm an fünf Weltmeisterschaften teil.

## Werdegang
Adalbert Rethi wurde schon in frühen Jahren vom rumänischen Trainer Farkas Paneth entdeckt und gefördert und für den Verein CSM Cluj-Napoca angeworben. Seinen ersten internationalen Erfolg erzielte Rethi bei der Jugendeuropameisterschaft 1959, wo er zusammen mit Radu Negulescu den Doppelwettbewerb gewann. Bei der Jugend-EM 1962 gewann er im Einzel Bronze und im Doppel Silber. 
Bei den nationalen rumänischen Meisterschaften der Erwachsenen holte er in den 1960er Jahren mindestens 16 Titel, davon drei im Einzel, vier im Doppel mit Radu Negulescu, einen im Mixed mit Eleonora Vlaicov und mehrere im Teamwettbewerb mit der Herrenmannschaft von CSM Cluj, mit der er zudem fünfmal im Europapokal siegte. Von 1959 bis 1967 nahm er an fünf Weltmeisterschaften und mehreren Europameisterschaften teil. 1964 wurde ihm der Titel Meister des Sports verliehen.
Nach 1968 sind keine internationalen Aktivitäten Rethis mehr bekannt.

## Privat
Adalbert Rethi war der zweite Sohn einer Offiziersfamilie. Nach dem Besuch des Gymnasiums in Mures studierte er an der Babeș-Bolyai-Universität in Cluj-Napoca Rechtswissenschaft, promovierte und wurde Rechtsanwalt. 1972 heiratete er erstmals und zog nach Cegléd in Ungarn um. Später heiratete er ein zweites Mal. 2008 starb er nach einer langen Krankheit und hinterließ zwei Kinder.

## Turnierergebnisse
| Verband | Veranstaltung                         | Jahr | Ort       | Land | Einzel     | Doppel        | Mixed         | Team |
| ------- | ------------------------------------- | ---- | --------- | ---- | ---------- | ------------- | ------------- | ---- |
| ROU     | Balkan Meisterschaft                  | 1968 | Skopje    | YUG  |            | Silber        | Gold          |      |
| ROU     | Balkan Meisterschaft                  | 1967 | Antalya   | TUR  |            | Gold          | Silber        |      |
| ROU     | Balkan Meisterschaft                  | 1965 | Sofia     | BUL  | Silber     | Silber        |               | 1    |
| ROU     | Balkan Meisterschaft                  | 1964 | Athen     | GRE  |            |               |               | 1    |
| ROU     | Balkan Meisterschaft                  | 1963 | Athen     | GRE  | Gold       | Silber        |               |      |
| ROU     | Europameisterschaft                   | 1968 | Lyon      | FRA  |            | Viertelfinale |               |      |
| ROU     | Europameisterschaft                   | 1966 | London    | ENG  |            |               | Viertelfinale |      |
| ROU     | Jugend-Europameisterschaft (Junioren) | 1962 | Bled      | YUG  | Halbfinale | Silber        |               |      |
| ROU     | Jugend-Europameisterschaft (Junioren) | 1959 | Constanza | ROU  |            | Gold          |               |      |
| ROU     | Weltmeisterschaft                     | 1967 | Stockholm | SWE  | letzte 64  | letzte 16     | letzte 128    | 9    |
| ROU     | Weltmeisterschaft                     | 1965 | Ljubljana | YUG  | letzte 64  | letzte 64     | keine Teiln.  | 11   |
| ROU     | Weltmeisterschaft                     | 1963 | Prag      | TCH  | letzte 32  | letzte 128    | letzte 16     | 13   |
| ROU     | Weltmeisterschaft                     | 1961 | Peking    | CHN  | letzte 64  | letzte 16     | Viertelfinale | 8    |
| ROU     | Weltmeisterschaft                     | 1959 | Dortmund  | FRG  | letzte 64  | letzte 32     | keine Teiln.  | 9    |